# Тарифно-кваліфікаційний довідник
Тари́фно-кваліфікаці́йний довідни́к — збірник нормативних актів, що містить кваліфікаційні характеристики робіт і професій, згруповані за виробництвами та видами робіт.
Розробляється центральним органом виконавчої влади у сфері трудових відносин. Є збірником, що містить систематизований перелік основних видів робіт з докладною їх характеристикою за складністю і важкістю роботи.